# 東庄町立東庄小学校
東庄町立東庄小学校（とうのしょうちょうりつ とうのしょうしょうがっこう）は、千葉県香取郡東庄町笹川にある公立小学校。
東庄町内にあった神代・笹川・橘・石出・東城の5小学校を統合し、町中心部に位置する小学校である。

## 沿革
- 2016年（平成28年）12月 - 東庄町議会は、「平成32年に町内5小学校を1校に統合する」議案を賛成多数で可決[1]。
- 2020年（令和2年）4月1日 - 開校。

## 学区
- 東庄町全域[2]

## 進学先中学校
- 東庄町立東庄中学校

## 周辺
- 東庄町役場
- 東町青年館
- 東庄町立笹川幼稚園 - 進級前幼稚園のひとつ
- JR成田線 - ただし、駅は近くには無い。
- 国道356号